# رو زن برزنجیر
رو زن برزنجیر یک ستاره است که در صورت فلکی آندرومدا قرار دارد.